# Fédération internationale de trampoline
Pour les articles homonymes, voir FIT.
La Fédération internationale de trampoline (FIT) fondée en 1964 gère le trampoline, le tumbling jusqu’à sa fusion avec la Fédération internationale de gymnastique en 1996. Jusqu’à cette date elle organise les championnats du monde de trampoline puis de tumbling.

## Historique
À la suite des tournées européennes de l'entreprise Nissen pour promouvoir son matériel, la première fédération nationale de trampoline apparait en Écosse en 1964, immédiatement suivie de la FIT qui regroupe aussitôt 7 fédérations (contre 42 en 2013) et organise quelques mois plus tard à Londres le premier championnat du monde gagné par l'écrivain américain Dan Millman. Les premiers championnats d'Europe sont organisés à Paris en 1969 par la Fédération française des sports au trampoline (FFST).
La fréquence des championnats du monde, jusqu'alors annuels, s'en trouve alors modifiée et ils ont ensuite lieu tous les deux ans, en alternance avec le championnat européen : championnats du monde les années impaires et championnats d'Europe les années paires. Toutefois le premier règlement technique n'apparait qu'en 1983. Le circuit de la Coupe du Monde est créé 10 ans plus tard, en 1993.
Le tumbling n'apparait à la FIT qu'en 1982. Jusqu’à cette date c’est la Fédération internationale de sports acrobatiques (FISA) qui gère cette spécialité ainsi que l'acrosport sous la présidence du bulgare Stoil Sotirov. En 1986, sur proposition de Georges Nissen (USA), Pierre Blois membre très influent de la commission technique de la FIT est élu à celle de la FISA. Cette double affiliation lui permet d’harmoniser les règlements des deux fédération en proposant à la FIT des séries à thèmes comme à la FISA et à celle-ci le code de pointage de la FIT. Ces deux fédérations fusionnent en 1996 avec la Fédération internationale de gymnastique (FIG) pour permettre à ces disciplines d'accéder aux Jeux olympiques.

## Présidents
Se sont succédé à la présidence de la FIT :
- René Chaerer  Suisse ;
- Eric Kinzel  Allemagne ;
- Ron Froelich  États-Unis. Celui-ci est toujours membre de la FIG.

## Championnats du monde de trampoline
À partir de 1996, ces championnats sont organisés sous l’égide de la FIG. Cette fusion est la condition imposée par le Comité international olympique (CIO) pour la participation de ces disciplines aux Jeux olympiques.